# Loch Assynt

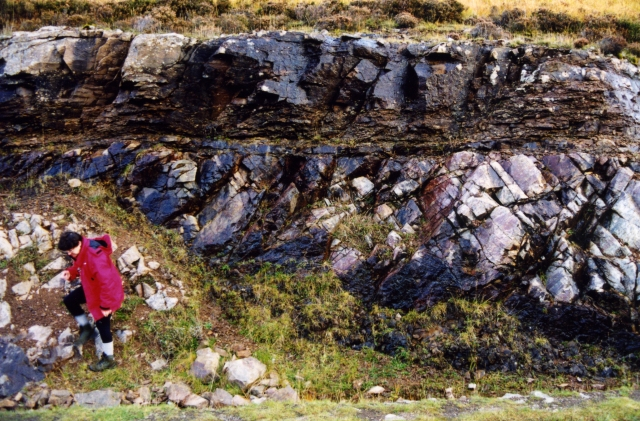
Die Assyntische Diskordanz

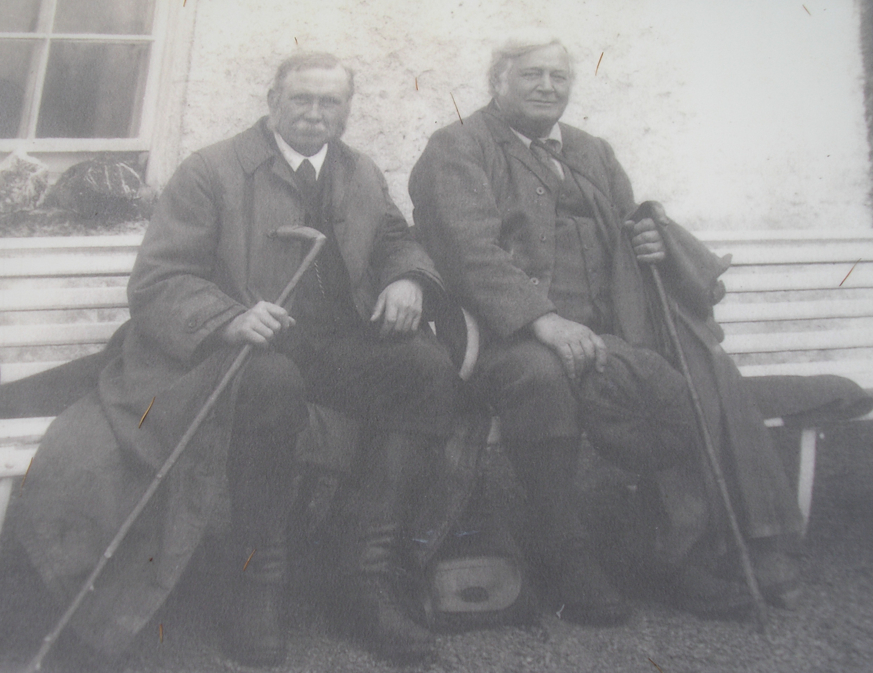
John Horne (links) und Ben Peach vor dem Inchnadamph Hotel, 1912

Loch Assynt ist ein Süßwassersee in den schottischen Highlands. Er liegt in der Region Assynt etwa acht Kilometer östlich von Lochinver und etwa zwölf Kilometer westlich von Loch Shin in der Grafschaft Sutherland.
Loch Assynt hat die typisch langgezogene Form eines im Eiszeitalter durch Gletscher entstandenen Sees. Er ist etwa zehn Kilometer lang und maximal einen Kilometer breit. Die größte Tiefe des Sees beträgt 86 Meter. Loch Assynt liegt 66 m über dem Meeresspiegel und entwässert über das Flüsschen Inver, das bei Lochinver in den Atlantik mündet.
Am Nordufer des Sees befindet sich auf einer Halbinsel die Ruine der ehemaligen Burg der MacLeods of Assynt – das Ardvreck Castle, benachbart die Ruine von Calda House. Außer dem winzigen Dorf Inchnadamph am südöstlichen Seeende, das nur aus wenigen Gehöften besteht, gibt es keine weiteren Ortschaften am Ufer des Sees. Obwohl Loch Assynt in einer sehr dünn besiedelten Gegend liegt, ist der See über die A837 und die A894, welche am Nordufer nahe der Ruine zusammentreffen, mit dem Auto gut zu erreichen. Nur die Südseite des Sees wird von keiner Straße erschlossen.
Unweit des Nordufers ist die Assyntische Diskordanz erschlossen. Hier lagern dem etwa 3 Milliarden Jahre alten Lewisian-Gneis jüngere Sandsteine und Quarzite aus dem Torridonium (etwa 1 Milliarde Jahre alt) auf. Im Jahr 1912 war diese Region ein Exkursionsziel der British Association for the Advancement of Science unter der Führung von Benjamin Neeve Peach und John Horne. Teilnehmer waren unter anderem Emil Tietze, Maurice Lugeon, Émile Haug und Elisabeth Jeremine. Die Expeditionsteilnehmer übernachteten im östlich vom See gelegenen Inchnadamph Hotel, das dadurch in Fachkreisen berühmt wurde. Das Ziel bestand in einer gemeinsamen Erkundung der Moine-Thrust-Zone.
Loch Assynt ist umgeben von der typischen nahezu baumlosen Landschaft der nördlichen Highlands. Lediglich an ein paar kleinen Uferpartien und auf einigen Inseln im See stehen wenige – zum Teil abgestorbene – Bäume. Diese karge Umgebung verleiht dem See eine herbe Schönheit, die ihn von den idyllischen Lochs im Süden Schottlands deutlich unterscheidet.

## Einzelnachweise

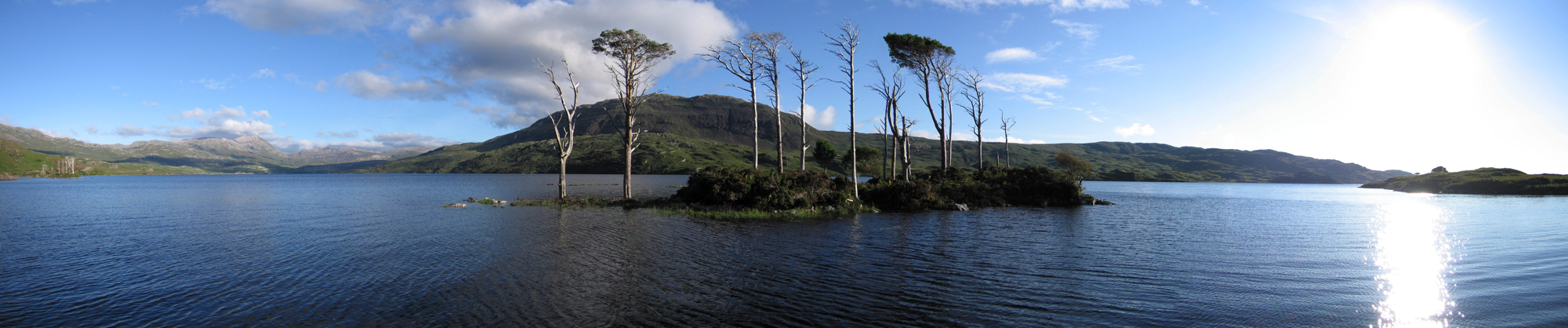
Panoramaaufnahme am Loch Assynt